# Giò thủ (Việt Nam)

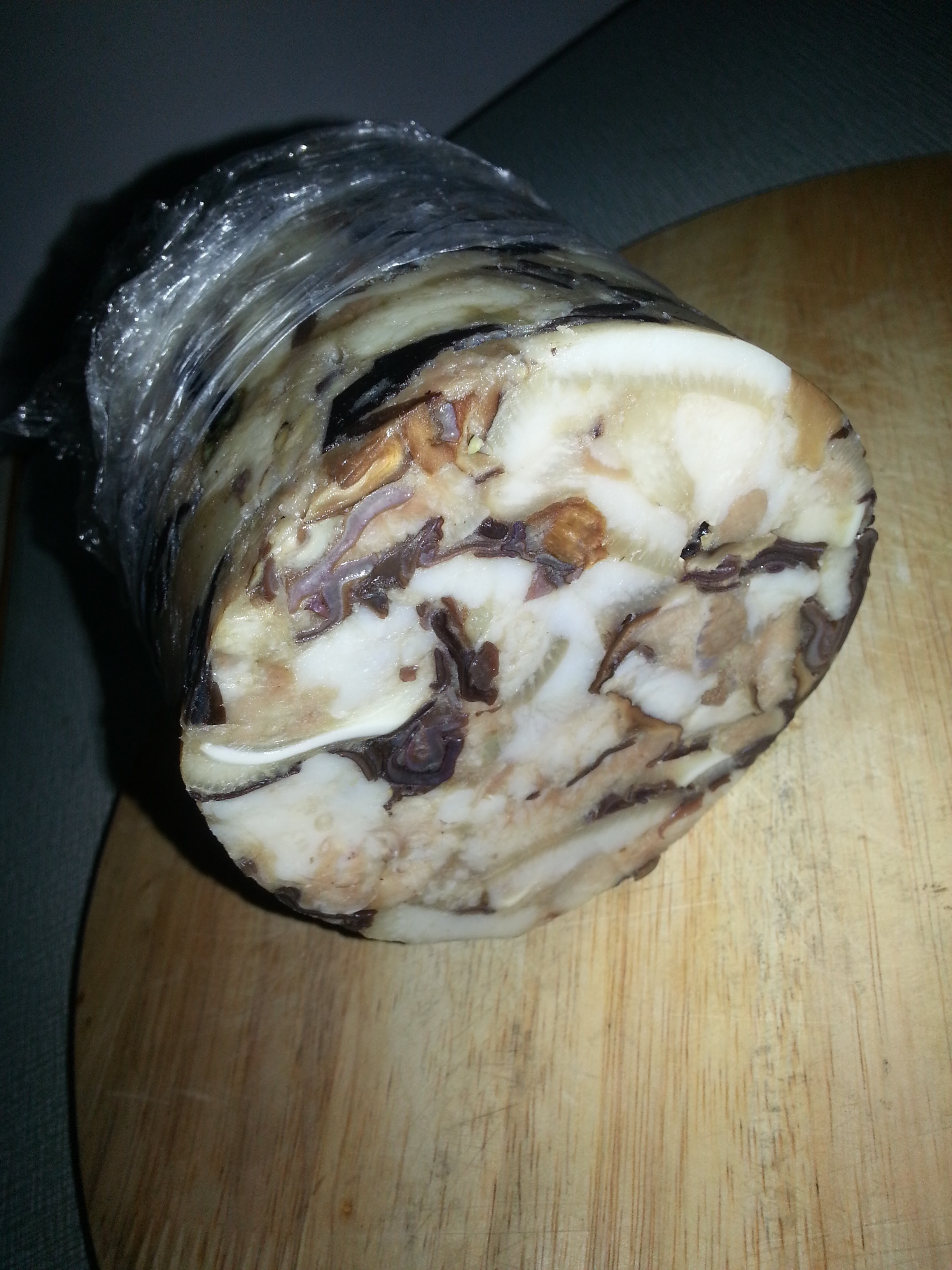
Một khoanh giò thủ thành phẩm

Giò thủ, giò tai còn được biết đến với tên gọi khá phổ biến khác là giò xào, là một trong những món giò truyền thống của người Việt với thành phần chính là thịt thủ xào chín cùng một số nguyên liệu khác rồi gói và nén chặt. Bắt nguồn từ miền Bắc Việt Nam và hiện nay đã phổ biến khắp nước, nhưng những dạng thức chế biến ít nhiều tương đồng như món ăn này cũng tồn tại tại rất nhiều nền ẩm thực khác trên thế giới. Quy trình chế biến tương đối dễ, nguyên liệu dễ kiếm, thành phẩm lại thơm ngon và hơi giòn dai lạ miệng khiến giò thủ là món ăn quen thuộc của người dân khắp các vùng miền. Giò thường được các gia đình làm trong dịp lễ Tết cổ truyền, và được bán tại các cửa hàng giò chả nem chạo ở hầu hết các chợ trong toàn quốc.

## Nguyên liệu
Giò thủ được bằng phần thịt thủ lợn, bao gồm các phần như tai, mũi, lưỡi, bì, mỡ và nạc lọc từ thủ lợn. Thành phần thường gặp thứ nữa là mộc nhĩ đen, nấm hương. Gia vị đi kèm thường bao gồm hạt tiêu, hành khô, nước mắm.

## Quy trình thực hiện

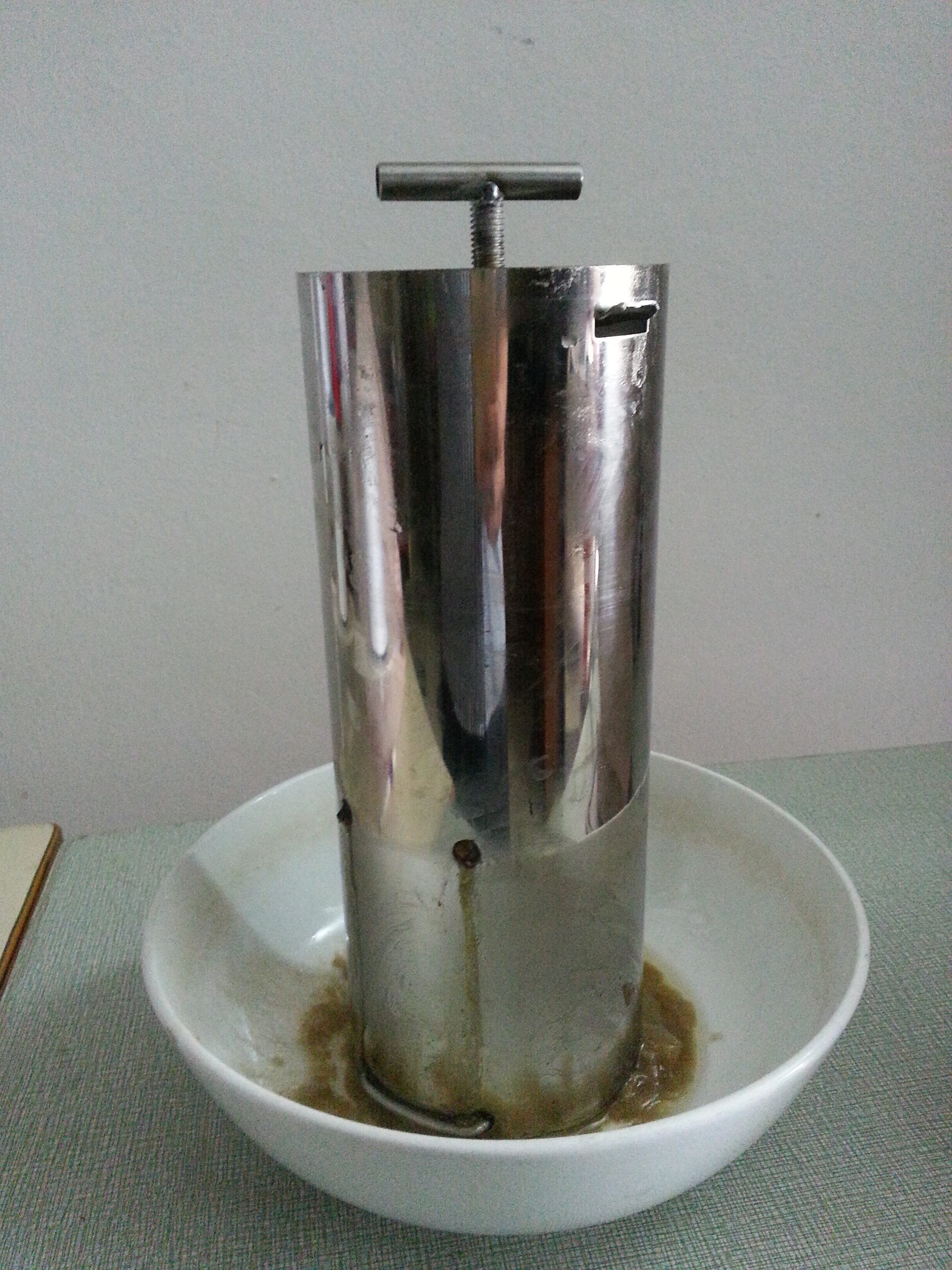
Ép giò thủ bằng khuôn inox

Giò thủ, nhiều nơi còn gọi là giò xào do chính đặc trưng chế biến của món giò/chả này khá dị biệt so với các món giò khác vốn được làm chín bằng cách luộc (như giò hoa, giò lụa, giò bò, giò ngựa, giò bê, giò bì giò gà), đó là xào chín nguyên liệu rồi nén chặt trong các khuôn, lợi dụng thành phần chất cốt giao có trong bì lợn vốn chảy keo khi đun nóng nhưng lại đông đặc và gắn kết các thành phần tạo nên món giò khi để nguội.
Dù nguyên liệu chính (thịt thủ lợn) tùy điều kiện và sở thích của người làm mà có thể thêm bớt thịt mũi, tai, lưỡi, bì, thăn, mỡ, chân giò tùy thích, quy trình thực hiện món giò thủ này hầu như tương tự nhau tại khắp các vùng miền: sơ chế nguyên liệu – xào chín – gói và ép. Các loại thịt sơ chế sạch, đốt chân lông, chần qua nước sôi hoặc luộc. Thái tất cả các loại thịt thành các miếng nhỏ vừa phải và trộn lẫn lộn vào nhau. Hạt tiêu rang lên đập dập (không mịn quá). Trộn thịt với hạt tiêu, nước mắm, gia vị vừa ăn và để ướp một khoảng thời gian cho ngấm.
Mộc nhĩ, nấm hương ngâm nở, rửa thật sạch sạn cát, thái nhỏ. Hành khô bóc vỏ đập dập băm vụn.
Sau khi thịt đã ngấm gia vị, bật lửa to cho hành khô băm vụn vào chảo dầu ăn hay mỡ phi thơm, cho thịt vào xào chừng mươi phút đến khi thấy thịt chín, ra keo và mỡ. Trút tiếp nấm hương, mộc nhĩ vào xào thêm một lúc cho nguyên liệu chín đều và được trộn đều với nhau. Để chảo thịt hơi giảm nhiệt một chút, trút ra lá gói hay khuôn và nén thật chặt.
Giò thủ truyền thống thường gói bằng lá chuối hay lá dong từng "cây chả" hay còn gọi là "đòn chả", dựng đứng trong chiếc chậu để hứng mỡ, nước chảy ra, dùng các thanh tre ép xung quanh và buộc thật chặt. Tuy nhiên hiện nay nhiều nơi bán sẵn các khuôn làm giò bằng inox hoặc nhôm bên trên có vật nén, bên dưới có đục lỗ thoát nước. Dù làm theo cách nào thì công đoạn ép cho giò kết cấu chặt chẽ, khô ráo, cũng là một thao tác quan trọng quyết định chất lượng miếng giò thành phẩm sau khi ra khuôn.

## Thưởng thức

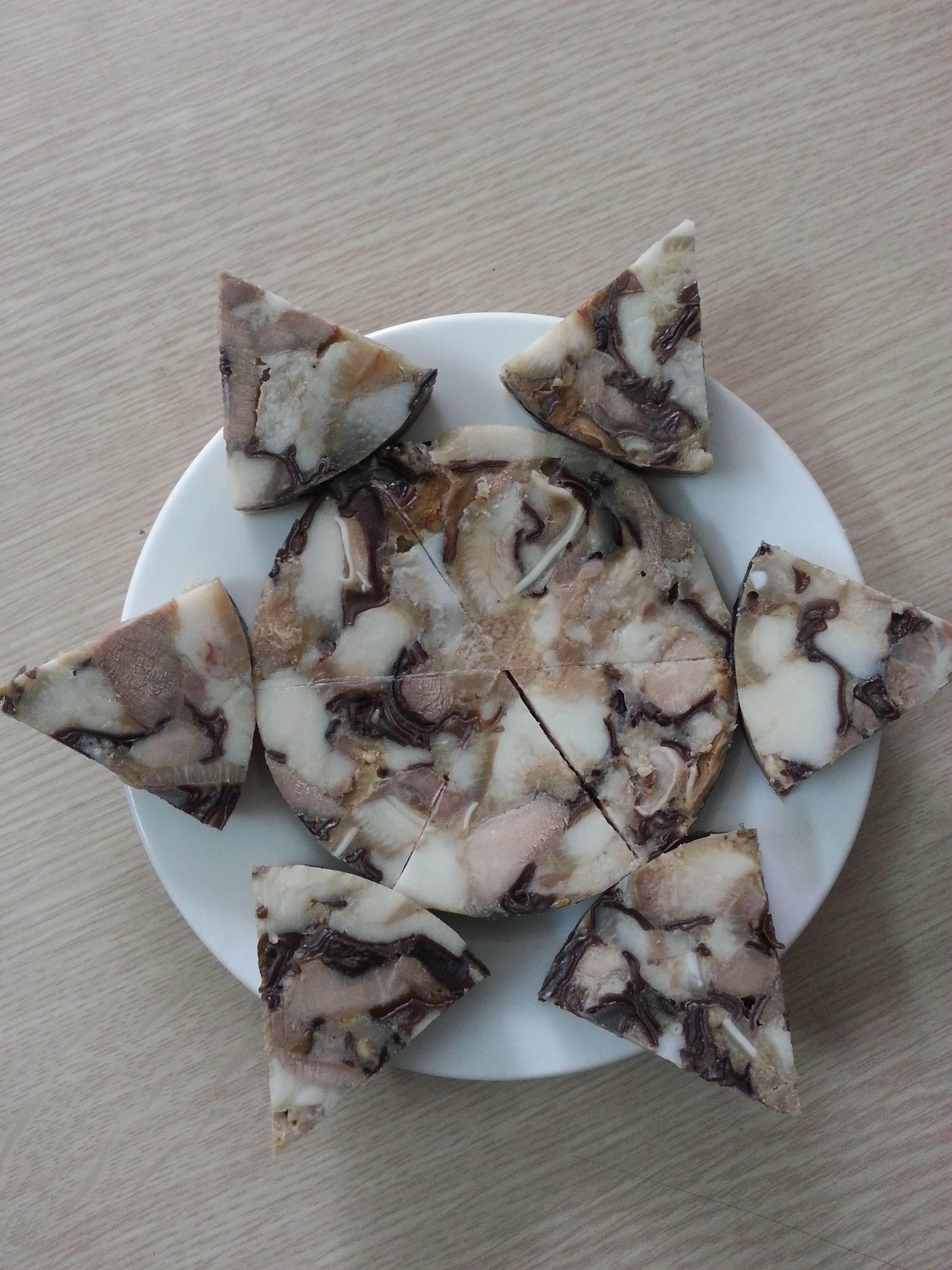
Một đĩa giò thủ

Giò thủ có thể để nhiều ngày nơi thoáng mát, tốt nhất là trong tủ lạnh. Giò được ăn nguội, thái từng khoanh và cắt miếng vừa ăn, thường đi kèm với dưa muối. Phần tai, lưỡi, và mộc nhĩ tạo nên đặc trưng của giò, ăn giòn sần sật, lạ miệng và ngon.

## Các biến thể
Cần phân biệt món giò thủ này với món giò có trộn thêm phần thịt, tai mũi, gân sống chung với thịt nạc quết nhuyễn (giò sống), không sử dụng mộc nhĩ và luộc chín sau khi gói. Loại giò này thường được biết đến với tên gọi "giò bì", hay giò tai, giò gân.
Việc sử dụng thịt thủ lợn (hay thịt thủ của một số động vật khác) rồi gói chặt, quấn chặt hoặc vô khuôn và làm chín (bằng cách luộc, hấp) rất phổ thông tại nhiều nền ẩm thực khác trên thế giới, tuy nhiên cách chế biến và những phụ liệu (như gia vị) có nhiều dị biệt.